# Zandkleurige dikkopmot
De zandkleurige dikkopmot (Scythris tributella) is een vlinder uit de familie dikkopmotten (Scythrididae). De wetenschappelijke naam is voor het eerst geldig gepubliceerd in 1847 door Zeller.
De soort komt voor in Europa.